# Alliance canadienne du camionnage
L'Alliance canadienne du camionnage (ACC) (en anglais : Canadian Trucking Alliance (CTA)) est une fédération canadienne d'associations provinciales de camionnage. Elle représente environ 4 500 transporteurs, propriétaires-exploitants et fournisseurs de l'industrie. Le siège social de l'ACC est à Toronto avec des bureaux d'associations provinciales à Vancouver, Calgary, Regina, Winnipeg, Montréal et Moncton.

## Prises de positions
Le 22 janvier 2022, l'ACC a annoncé qu'elle « désapprouve fortement » le convoi de camions qui s'auto-proclame Convoi de la liberté et qui a pris la direction d'Ottawa pour protester contre les passeports vaccinaux (en).